# John Brown (cầu thủ bóng đá, sinh năm 1921)
John Lewis Brown (23 tháng 3 năm 1921 – 10 tháng 1 năm 1989) là một cầu thủ bóng đá người Anh thi đấu ở vị trí hậu vệ ở Football League cho York City, và ở bóng đá non-league cho Stanley United và York Civil Service.